# Wilhelm Pinder
Wilhelm (Georg Maximilian) Pinder (* 25. června 1878, Kassel - † 13. května 1947, Berlín) byl německý teoretik a historik umění, profesor mnichovské univerzity. Soustředil se na německé středověké, ale i barokní sochařství a architekturu.

## Životopis
Pinderovou prababičkou byla dcera malíře Johanna Friedricha Augusta Tischbeina. Jeho děd se zabýval numismatikou a byl knihovníkem Pruské královské knihovny v Berlíně. Jeho otec byl ředitelem muzea Fridericianum v Kasselu. Pinder po absolutoriu gymnázia v Kasselu studoval nejdříve práva na univerzitě v Göttingenu, kde přešel na archeologii a dějiny umění a vstoupil do spolku Burschenschaft Allemania (což byl první stupeň jeho velkoněmeckého vlastenectví). Dále studoval na univerzitách v Berlíně, Mnichově a Lipsku, kde promoval u Augusta Schmarsowa a v roce 1903 s diplomovou prací Románské interiéry v Normandii. Po absolvování základní vojenské služby se roku 1905 habilitoval a byl jmenován privátním docentem na univerzitě ve Würzburgu. Roku 1910 byl jmenován „Ordinariem“ na technické vysoké škole v Darmstadtu. V roce 1917 přesídlil do Vratislavi, na jejíž univerzitě také panovalo pruské smýšlení. Roku 1918 odešel do Štrasburku. V letech 1920-1927 vedl institut dějin umění na univerzitě v Lipsku, od roku 1927 byl členem katedry uměleckohistorického institutu v Mnichově, od roku 1935 působil na univerzitě v Berlíně.
Od roku 1927 se stal řádným členem bavorské Akademie věd v Mnichově a od roku 1937 byl jejím dopisujícím členem. Saská a Pruská akademie věd v Berlíně ho přijaly za člena v roce 1937. K jeho žákům patřily dvě desítky později významných historiků umění jako Ernst Kitzinger, Nikolaus Pevsner, Hans Vogel, Florentine Mütherichová nebo Bernhart Degenhart.

### 1933-1945
Pinder se ztotožnil s idejemi národního socialismu a nestal se členem NSDAP jen náhodou. Již 11. listopadu 1933 se v projevu na univerzitě v Berlíně postavil za politický program proti Židům, sociálním demokratům, komunistům, konzervativcůmn, církvím a zednářům. Otevřeně útočil na univerzitě na své židovské kolegy, například Augusta Liebmanna Mayera, který byl deportován do Osvětimi. V předmluvě ke své knize Kunst der deutschen Kaiserzeit roku 1935 napsal, že současnost nevyhnutelně přepisuje německou historii včetně dějin umění. Ve sborníku Deutsche Kunstgeschichte vydaném roku 1939 v Lipsku k Hitlerovým padesátinám spojil teorii duchovních dějin s rasovou teorií, proti méněcenným národům východní Evropy, jmenovitě Československa a Polska.

### Po roce 1945
V roce 1945 byl Pinder za své názory penzionován, odvolán ze všech akademických funkcí a v roce 1946 ve Velké Británii krátce uvězněn. Jeho práce z let 1933-1945 byly následně vyřazeny ze všech veřejných knihoven v Německé demokratické republice, Československu i v Polsku. V Německé spolkové republice byly jeho prohřešky dlouho bagatelizovány a poukazováno na to, že po roce 1942 prozřel a režim kritizoval. Kritický profil jeho osobnosti byl kompletně zveřejněn teprve roku 2008.

## Přístup k uměleckým dílům
Jeho přístup k uměleckým dílům je hermeneutický: formální znaky jsou přesně analyzovány, aby posléze mohl historik umělecké dílo charakterizovat a porozumět mu. Dějiny umění musejí vzniknout empirickým zkoumáním faktů.
Jedním z nejzávažnějších témat, která Pinder otevřel je metodologické pojetí generací. Na základě faktů a stylů vytváří víceúrovňový obraz dějin umění. Zjistil, že v jedné epoše působí různé generace umělců najednou.
„vnuci mají blíže ke svým dědům než ke svým otcům“
Laicky řečeno: celkový systém je vystavěn na typologii, jde o hledání typičnosti v umělecké generaci.

## Nejznámější díla
- Seznam děl v Souborném katalogu ČR, jejichž autorem nebo tématem je Wilhelm Pinder
- Zur Rhythmik romanischer Innenräume in der Normandie, 2 vols (Štrasburk, 1904–5)
- Mittelalterliche Plastik Würzburgs (Würzburg, 1911)
- Der Naumburger Dom und seine Bildwerke (Berlín, 1924, 6/1937)
- Die deutsche Plastik vom ausgehenden Mittelalter bis zum Ende der Renaissance, 2 vols (Wildpark Potsdam, 1924–9)
- Das Problem der Generationen in der Kunstgeschichte Europas (Berlín, 1926, 2/1941)
- Der Bamberger Dom und seine Bildwerke (Berlín, 1927, 4/1938)
- Vom Wesen und Werden deutscher Formen: Geschichtliche Betrachtungen, 2 vols (Lipsko, 1935–7)
- L. Bruhns, ed.: Gesammelte Aufsätze (Lipsko, 1938)